# Google Meet
Google Meet (voorheen: Hangouts) is een videogespreksdienst van Google. Meet is samen met Google Chat de vervanger van Google Hangouts en werd in 2017 uitgebracht.

## Geschiedenis

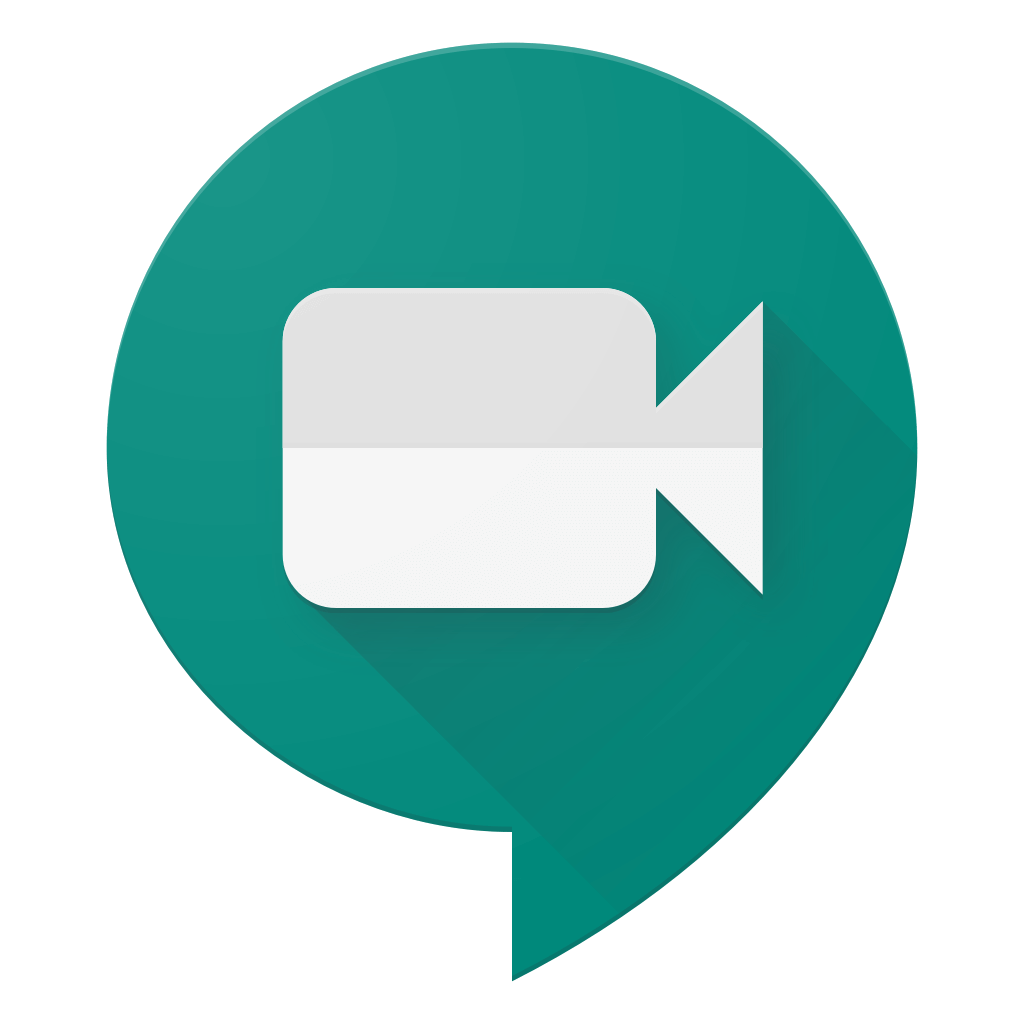
Logo van Google Meet (maart 2017 tot oktober 2020)

Google Meet werd in eerste instantie alleen uitgebracht op basis van uitnodiging en stilletjes op iOS in februari 2017. In maart 2017 werd de app officieel uitgebracht als app voor videovergaderingen met maximaal 30 deelnemers. De app werd beschreven als een bedrijfvriendelijke versie van Hangouts. De app is beschikbaar op Android, iOS en als webapp.
Google Meet werd gemaakt om de Hangouts-app te vervangen, maar sommige functies kregen kritiek, zoals het tegelijkertijd zien van de aanwezigen en het gebruik van de chat. Het aantal gelijktijdige deelnemers werd verlaagd tot 8 (waarbij 4 schermen van andere gezien kunnen worden in de tegelweergave), waarbij aanwezigen die voor het laatst hun microfoon hebben gebruikt prioriteit krijgen. Ook werden functies als het chatvenster aangepast, zodat ze de video overlapten in plaats van te laten passen op het scherm. Google stopte uiteindelijk in 2022 met Hangouts.
Tijdens de coronacrisis nam het gebruik van Google Meet toe met een factor 30 tussen januari en maart 2020, oftewel 100 miljoen gebruikers per dag. Zoom had in verhouding slechts 200 miljoen dagelijkse gebruikers in de laatste week van april 2020. Google stopte uiteindelijk met de 60 minuten-limiet voor accounts die niet betaalden.

## Functies
Google Meet bevat onder meer:
- Twee-/Meerzijdige audio- en videogesprekken met een resolutie tot 720p (1080p tegen een meerprijs[4]);
- Chatvenster;
- Versleutelde oproep tussen alle gebuikers;
- Ruisonderdrukkingsfilter;
- Modus voor videogesprekken bij weinig licht;
- Mogelijkheid om vergaderingen bij te wonen via een webbrowser of de Android- of iOS-app;
- Integratie met Google Agenda en Google Contacten;
- Mogelijkheid om het scherm te delen om documenten, werkbladen, presentaties en tabbladen te kunnen delen;
- Mogelijkheid om in te bellen naar een andere vergadering door middel van een gespreksnummer (in een beperkt aantal landen);
- Het weigeren van toegang en verwijderen van gebruikers tijdens een gesprek (alleen de host kan dit doen);
- Videofilters, -effecten en augmentedrealitymaskers.

Google Meet gebruikt bekende protocollen voor video-, audio- en gegevensoverdracht. Ondanks dat is Google een samenwerking aangegaan met het bedrijf Pexip om te voorzien in de samenwerking van Google Meet en op SIP/H.323-gebaseerde vergaderuitrusting en -software.

### Google Workspace-accounts
Functies voor gebruikers die Google Workspace-accounts hebben:
- Tot 100 leden per gesprek voor gebruikers van Google Workspace Starter, 150 leden voor Google Workspace Business en 250 leden voor Google Workspace Enterprise;
- Voor Google Workspace Enterprise-gebruikers: een gespreksnummer met wachtwoordbeveiliging;
- Live-ondertiteling en -vertaling;
- Vervaagde en virtuele achtergronden.

### Gmail-accounts
Google maakte Meet beschikbaar voor persoonlijke (gratis) Google-accounts in maart 2020. Gratis Google Meet-gesprekken kunnen slechts één host en maximaal 100 deelnemers hebben. Consumentengesprekken worden niet opgenomen en opgeslagen; bedrijfsvergaderingen wel. Google heeft gezegd dat de consumentgegevens van Meet niet gebruikt zullen worden voor doelgerichte advertenties. Toch houdt Google wel het recht om informatie zoals de duur van gesprekken, wie er deelneemt en IP-adressen van deelnemers te verzamelen.
Gebruikers hebben een Google-account nodig om een gesprek te beginnen. Iedereen met een Google-account kan een Meet-gesprek starten vanuit Gmail.

## Hardware
Asus onthulde in mei 2020 videogesprekshardware voor Google Meet, bedoeld voor vergaderruimtes, waaronder een Meet Compute System-mini-pc met bijhorende camera en microfoon.
Google onthulde op 15 september 2020 samen met Lenovo Meet series One, een mini-pc met slimme camera, slimme soundbar met geluidsverlaging en een optie voor een afstandsbediening of touchscreen ondersteund door Google Assistent.